# Winston-Salem Open 2024
Winston-Salem Open 2024 — тенісний турнір, що проходив на кортах з твердим покриттям у місті Вінстон-Сейлем, США з 19 до 25 серпня. Належав до категорії ATP 250.

## Фінальна частина

### Одиночний розряд
Лоренцо Сонего —  Алекс Мікелсен 6–0, 6–3

### Парний розряд
Натаніел Ламмонс /  Джексон Вітроу —  Джуліан Кеш /  Роберт Ґалловей 6–4, 6–3